# Томпсон Оліха
Томпсон Оліха (англ. Thompson Oliha, 4 жовтня 1968, Бенін-Сіті — 30 червня 2013, Ілорин) — нігерійський футболіст, що грав на позиції півзахисника.
Виступав, зокрема, за клуб «Івуаньянву Нейшнл», а також національну збірну Нігерії.
Володар Суперкубка КАФ.

## Клубна кар'єра
У дорослому футболі дебютував 1985 року виступами за команду «Бендел Іншуренс», у якій провів два сезони.
Своєю грою за цю команду привернув увагу представників тренерського штабу клубу «Івуаньянву Нейшнл», до складу якого приєднався 1988 року. Відіграв за команду з Оверрі наступні три сезони своєї ігрової кар'єри.
Згодом з 1992 по 1995 рік грав у складі команд «Африка Спортс» та «Маккабі Іроні».
Завершив ігрову кар'єру у команді «Антальяспор», за яку виступав протягом 1995—1996 років.

## Виступи за збірні
У 1987 році залучався до складу молодіжної збірної Нігерії.
У 1988 році дебютував в офіційних матчах у складі національної збірної Нігерії.
У складі збірної був учасником Кубка африканських націй 1990 року в Алжирі, де разом з командою здобув «срібло», Кубка африканських націй 1992 року у Сенегалі, на якому команда здобула бронзові нагороди, чемпіонату світу 1994 року у США, Кубка африканських націй 1994 року у Тунісі, здобувши того року титул континентального чемпіона.
Загалом протягом кар'єри в національній команді, яка тривала 7 років, провів у її формі 31 матч.
Помер 30 червня 2013 року на 45-му році життя у місті Ілорин.

## Титули і досягнення
- Володар Суперкубка КАФ (1):

«Африка Спортс»: 1992
- Чемпіон Африки (U-21): 1987
- Переможець Кубка африканських націй: 1994
- Срібний призер Кубка африканських націй: 1990
- Бронзовий призер Кубка африканських націй: 1992